# Lac Rotoehu
Le lac Rotoehu est un lac de l'Île du Nord de la Nouvelle-Zélande, à Rotorua.